# Uwe Dassler
Uwe Dassler (Uwe Daßler em alemão, Ebersbach, 11 de fevereiro de 1967) foi um nadador alemão, campeão olímpico dos 400 metros livres em Seul 1988.
Foi recordista mundial dos 400 metros livres entre 1988 e 1992.